# Ilie Srul Țehman
Ilie Srul Țehman (Ilia Izrailovici Țehman, 1926, Pereval, județul Ungheni – d. 1989, Chișinău)- pedagog sovietic moldovean, activist pe tărâm pedagogic la Telenești.

## Biografie
Ilie Țehman s-a născut în familia lui Srul Țehman (condamnat pentru sionizm în anul 1940) și a Simei Șalfit. Lucrează ca profesor de limbă moldovenească (română) la Telenești din anul 1947. Din anul 1950 este membru PCUS și director de școală la Sărătenii-Vechi. A absolvit Institutul pedagogic din Chișinău în anul 1956 și devine inspector pentru limba moldovenească (română) la secția raională de învățământ Telenești. A fost unul dintre veteranii învățământului din acest raion.  A avut doi copii: Sunic și Sofa, care locuiesc actualmente în Israel. Ilie Țehman a decedat și este înmormântat la Chișinău în anul 1989.